# Danny Webb (Schauspieler)
Danny Webb (* 6. Juni 1958 in London) ist ein britischer Schauspieler.

## Karriere
Danny Webb ist seit 1979 als Film- und Fernsehschauspieler tätig. Bekanntheit auch im deutschsprachigen Raum erlangte er besonders durch seine Darstellung des Thomas Cromwell in der Fernsehproduktion Henry VIII und durch diverse Auftritte in britischen Fernsehserien wie Inspector Barnaby, Silent Witness und Agatha Christie’s Poirot.
Auch in Theaterrollen ist Webb zu sehen. So wirkte er unter anderem 2011 bei der Theaterproduktion Blasted im Lyric Theatre mit, die mit dem Laurence Olivier Award ausgezeichnet wurde.

## Filmografie (Auswahl)
- 1982: Die Unerreichbare (Fernsehfilm)
- 1984: Ein Jahr der ruhenden Sonne (Rok spokojnego słońca)
- 1987: Das Weiße im Auge (Death Wish 4: The Crackdown)
- 1989: Henry V.
- 1989: Agatha Christie’s Poirot (eine Folge)
- 1991: Robin Hood – Ein Leben für Richard Löwenherz (Robin Hood)
- 1992: Alien 3
- 1998: Still Crazy
- 2002: Der Hund der Baskervilles (The Hound of the Baskervilles)
- 2003: I’ll Be There
- 2003: Henry VIII
- 2004: Von Hitlers Schergen gehetzt (The Aryan Couple)
- 2004: Silent Witness (eine Folge)
- 2005: An deiner Schulter (The Upside of Anger)
- 2006: Lewis – Der Oxford Krimi (Lewis, Fernsehserie, eine Folge)
- 2006: Doctor Who (2 Folgen)
- 2006: Inspector Lynley (The Inspector Lynley Mysteries; Fernsehserie, eine Folge)
- 2006: Inspector Barnaby (Midsomer Murders; Fernsehserie, Folge Dance with the Dead)
- 2007: Agatha Christie’s Marple (eine Folge)
- 2008: Operation Walküre – Das Stauffenberg-Attentat (Valkyrie)
- 2008: Lark Rise to Candleford (Fernsehserie, eine Folge)
- 2008: New Tricks – Die Krimispezialisten (New Tricks, Fernsehserie, eine Folge)
- 2010: Inspector Barnaby (Midsomer Murders; Fernsehserie, Folge The Silent Land)
- 2011: Being Human (eine Folge)
- 2011: Death in Paradise (eine Folge)
- 2012: Sherlock (eine Folge)
- 2013: Redemption – Stunde der Vergeltung
- 2013: No Turning Back
- 2013: Elefanten vergessen nicht (Agatha Christie’s Poirot; Fernsehserie, Folge Elephants can remember)
- 2014: Ironclad 2 – Bis aufs Blut (Ironclad: Battle for Blood)
- 2014: Scott & Bailey (Fernsehserie, 8 Folgen)
- 2015: Humans (7 Folgen)
- 2017: Churchill
- 2017: Father Brown (Fernsehserie, 5x10)
- 2018: The City & The City (Fernsehserie, 4 Folgen)
- 2019: Never Grow Old